# Ingredion
Ingredion ist ein US-amerikanischer Hersteller von Stärke und -produkten, der auf die 1906 gegründete Corn Products International (CPI) zurückgeht.
Ingredion stellt Glukosesirup, High Fructose Corn Syrup, Dextrose, Polyole und Maltodextrine auf Basis von Maisstärke her. Der einzige deutsche Standort befindet sich in Hamburg (ehemals Dr. Oetker bzw. später Maizena).

## Geschichte
Ingredion wurde 1906 als Corn Products Refining Company durch Fusion der New York Glucose Company, der Corn Products Company und der Warner Sugar Refining Company. Dies geschah auf Betreiben des ersten Vorsitzenden E. T. Bedford.
1959 fusionierte die Corn Products Refining Company mit The Best Foods und wurde zur Corn Products Company. 1969 änderte sie ihren Namen in CPC International. Zum 31. Dezember 1997 wurde Ingredion abgespalten und die verbleibende Nahrungsmittelsparte von CPC International benannte sich in Bestfoods (heute Unilever) um.
Im Jahr 2010 übernahm Ingredion von AkzoNobel National Starch, eine ehemalige Tochtergesellschaft der ICI.
2015 wurde die Penford Corporation übernommen.

## Konkurrenten
- ADM Corn Processing
- Cargill
- Tate & Lyle